# Брежец при Подгорју
Брежец при Подгорју (словен. Brežec pri Podgorju, итал. Bressez је насељено место у словеначкој општини Копар у покрајини Приморска која припада Обално-крашкој регији.

## Географија
Насеље се налази на надморској висини од 367,9 метара, површине 1,14 км². 

## Историја
До територијалне реорганизације у Словенији налазили су се у саставу старе општине Копар.

## Становништво
На попису становнишзва 2011. године, Брежец при Подгорју је имао 1 становника.
| Број становника по пописима | Број становника по пописима | Број становника по пописима |
| --------------------------- | --------------------------- | --------------------------- |
| 1991                        | 2002                        | 2011                        |
| 0                           | 0                           | 1                           |